# Ana María Palma
Ana María Palma Irarrázaval (Santiago, 12 de abril de 1944 - 11 de septiembre de 2023) fue una actriz, productora y gestora cultural chilena, de amplía trayectoria artística.

## Biografía

### Familia
Hija de José Ignacio Palma Vicuña (n. 1910-f. 1988); ingeniero, ministro de Tierras y Colonización del presidente Gabriel González Videla entre 1950-1952, diputado de la República de Chile entre 1953 y 1961, y senador entre 1965 y 1973, que ocupó su presidencia entre 1972 y 1973, y de Ana Irarrázaval Donoso (n. 1920-f. 2007); Es la tercera de siete hermanos, de los que destacan; Joaquín Palma (n. 1943-f. 2013); ingeniero y diputado de la República de Chile entre 1990 y 2002, y Andrés Palma (n. 1955); economista, diputado de la República de Chile entre 1990-2002 y ministro de Planificación y Cooperación del presidente Ricardo Lagos Escobar. 
Por su lado paterno, es descendiente de los fundadores de la ciudad de Vicuña. Su abuelos paternos fueron Ignacio Palma Smith (n. 1883-f. ¿?) y Gabriela Vicuña Pérez (n. 1885-f. ¿?). Mientras que por su lado materno, son una familia que se estableció en el Barrio Dieciocho. Es nieta de Joaquín Yrarrázabal Larraín (n. 1886-f. 1947); abogado, diputado de la República entre 1921 y 1924, y senador entre 1926 y 1930, y de Ana Donoso Foster (n. 1893-f. 1990), y bisneta de José Miguel Yrarrázaval Larraín. 
También es sobrina de Paz Irarrázaval Donoso (n. 1931-f. 2010); actriz y directora de la Escuela de Teatro de la Pontificia Universidad Católica de Chile entre 1979 y 1983; y luego entre 1990 y 1996, y prima de Horacio Del Valle Yrarrázaval; diplomático y embajador chileno en Reino de Suecia por el gobierno de Sebastián Piñera Echenique.
Es tía de los actores José Palma, Javiera Hernández, Adriana Stuven y Catalina Palma.

### Vida privada
Estuvo casada con Adolfo Zaldívar Larraín (1943-2013); quien fuera senador de la República de Chile entre 1990 y 2010, y con quien sostuvo una larga y complicada anulación en 1979. Ambos fueron padres de Adolfo y Ana María Zaldívar Palma.

### Estudios
Estudió teatro en la Escuela de Artes de la Comunicación (EAC) de la Pontificia Universidad Católica de Chile. 

## Carrera artística
Debutó como actriz en 1961 con La vida es sueño junto a Héctor Noguera. Su debut en televisión ocurre en 1965 a través de los teleteatros de Canal 13 bajo la dirección de Hugo Miller, siendo su primera aparición en el teleteatro La versión de Browning de Terence Rattigan en la que actuaban Shenda Román y Teodoro Lowey. Ana María venía de haber ganado el Primer Premio de Concurso de Teatro Secundario de Viña del Mar. Cuando Miller, director de teleteatros de Canal 13 la vio, inmediatamente la llevó al canal a actuar, causando impacto por su belleza y talento en la obra de Rattingan, la primera en salir al aire por el sistema de videotape, para posteriormente actuar en La cantante Calva.
En 1978 coprotagonizó junto a Malú Gatica la telenovela El secreto de Isabel producida por Protab para Televisión Nacional de Chile en 1977. Por problemas de índole político, fue sacada de la programación del canal estatal, siendo emitido solamente el primer capítulo, el 21 de marzo de 1977. En 1979 fundó junto a su tía, Paz Yrarrázaval, el Teatro de Cámara, que funcionó hasta 1983. En el mismo año, fue dirigida en cine por Silvio Caiozzi en el filme Julio comienza en julio.
El 27 de agosto de 1980, condujo el importante evento político opositor a la Junta Militar denominado El Caupolicanazo en Teatro Caupolicán, junto con diversos actores políticos (DC) e importantes figuras de la cultura, entre ellas la actriz Ana González. En 1981 fue parte del reparto principal de La madrastra, telenovela que logró una gran aclamación y un éxito comercial con un 80% de audiencia televisiva, se convirtió en telenovela chilena con mayor audiencia en el país. En 1982 junto a Gonzalo Robles protagonizó la telenovela Bienvenido Hermano Andes.
En 1983, montó junto al dramaturgo Fernando Josseau, Demencial Party, obra que protagonizó y denunció desde la escena de la obra, los crímenes de la dictadura. En el mismo año, participó en el movimiento democrático Mujeres por la vida, junto a Moy de Tohá, Fanny Pollarolo, Mónica González, Patricia Verdugo, Ana González, Mónica Echeverría, Carmen Barros, Shlomit Baytelman, entre otras valientes mujeres contra la dictadura. Ana María fue simpatizante del Partido Demócrata Cristiano (DC) y fue opositora al régimen militar de Augusto Pinochet. Condenó públicamente los crímenes de la dictadura cívico-militar en un programa de televisión que, le truncó su carrera profesional tras el éxito de La madrastra en 1981. A fines de 1983, Canal 13 decidió no contar con sus servicios de actriz.
En 1986 inauguró diversas salas culturales en Santiago como Sala Teatro Abril y el Salón Filarmónico del Teatro Municipal de Santiago, y compró derechos de difíciles piezas de dramaturgia de autores internacionales como Peter Brook, Pedro Calderón de la Barca y Mario Vargas Llosa. En este período trabajó con los dramaturgos nacionales Egon Wolff, Fernando Josseau y José Donoso. Produjo y protagonizó con gran éxito de espectadores José (1985), Los compadritos (1986), A fuego lento y La Nona (ambas en 1988), y Pantaleón y las visitadoras (1989).
En 1997 es dirigida por Vicente Sabatini en un episodio de la serie Las historias de Sussi. En 1998 protagonizó Master Class, interpretando a María Callas. En 2003 fue dirigida por Willy Semler en El enemigo del pueblo. En 2005 apareció en un episodio de la serie Heredía & Asociados. En 2010 produjo y protagonizó la obra La casa de los espíritus, de Isabel Allende. En 2012 interpretó a Blanca Anthes, madre de María Luisa Bombal en la película biográfica Bombal, protagonizada por Blanca Lewin y dirigida por Marcelo Ferrari.
Su última aparición en televisión fue dirigida por Vicente Sabatini en la telenovela Las 2 Carolinas (2014), donde compartió escenas con Claudia Di Girolamo. En 2018 fue dirigida por su sobrino José Palma en la película American Huaso.

## Diplomacia
En 1990 con el regreso de la democracia, asumió como Gestora Cultural de la Embajada de Chile ante la Organización de las Naciones Unidas (ONU) en Nueva York entre 1990 y 1994, durante el gobierno del presidente Patricio Aylwin, y ejerció el mismo cargo en Buenos Aires y Washington entre 1995 y 1997, durante el gobierno del presidente Eduardo Frei Ruiz-Tagle.

## Fallecimiento
Ana María Palma falleció el 11 de septiembre de 2023 en su residencia de Las Condes a los 79 años, producto de una enfermedad degenerativa. Una semana antes de su deceso, fue visitada por la actriz y amiga Coca Guazzini. Fue velada el 12 de septiembre de 2023 en la Parroquia Santa Elena de Las Condes, donde recibió la compañía de sus familiares, amigos y círculo artístico más cercano.

## Filmografía
| Año  | Título                  | Papel              | Notas           | Ref. |
| ---- | ----------------------- | ------------------ | --------------- | ---- |
| 1970 | El libro de Job         | Maria Inés "Marés" | Orlin Corey     |      |
| 1979 | Julio comienza en julio | Sra. de Filiberto  | Silvio Caiozzi  |      |
| 2012 | Bombal                  | Blanca Anthes      | Marcelo Ferrari |      |
| 2018 | American Huaso          | Duquesa del Maule  | José Palma      |      |

| Año  | Título                   | Papel            | Notas       | Ref. |
| ---- | ------------------------ | ---------------- | ----------- | ---- |
| 1970 | El padre Gallo           |                  | TVN         |      |
| 1971 | La amortajada            | María Griselda   | TVN         |      |
| 1972 | La pérgola de la flores  | Clara Larraín    | TVN         |      |
| 1974 | Parejas de trapo         |                  | TVN         |      |
| 1975 | Golondrina de invierno   |                  | Canal 13    |      |
| 1975 | La otra soledad          |                  | Canal 13    |      |
| 1976 | Sol Tardío               | Silvia           | TVN         |      |
| 1977 | Padre Gallo              | Yolanda          | Canal 13    |      |
| 1977 | La Colorina              | Lucía            | TVN         |      |
| 1977 | El secreto de Isabel     | Teresa La Rioja  | TVN         |      |
| 1981 | La Madrastra             | Ana Rosa Del Río | Canal 13    |      |
| 1982 | Bienvenido Hermano Andes | Estela Cáceres   | Canal 13    |      |
| 1983 | Las herederas            | Florinda         | Canal 13    |      |
| 1997 | Las historias de Sussi   | Marta Ibacache   | TVN         |      |
| 2005 | Heredia y asociados      | Berta Zamudio    | TVN         |      |
| 2014 | Las 2 Carolinas          | Marta Ugarte     | Chilevisión |      |

| Año       | Título                   | Papel  | Notas    | Ref. |
| --------- | ------------------------ | ------ | -------- | ---- |
| 1965-1970 | Antología del cuento     | varios | Canal 13 |      |
| 1979      | Teatro como en el Teatro | varios | Canal 9  |      |

## Teatro
El siguiente listado se encuentra incompleto
- 1961: La vida es sueño
- 1979: El señor doctor
- 1980: Pájaros en la azotea
- 1981: Y era la alondra
- 1982: Su excelencia, el embajador
- 1983: Demencial Party
- 1984: La asamblea de los pájaros
- 1985: José
- 1986: Los compadritos
- 1988: A fuego lento
- 1988: La Nona
- 1989: Pantaleón y las visitadoras
- 1998: Master Class
- 2003: El enemigo del pueblo
- 2010: La casa de los espíritus

## Premios
- 2011: Premio APES a la trayectoria artística.